# ザ・ワールド・トゥナイト
「ザ・ワールド・トゥナイト」（原題：The World Tonight）は、1997年にポール・マッカートニーが発表した楽曲、及び同曲を収録したシングル。

## 概要
映画『ファーザーズ・デイ』エンディング曲。因みにオープニング曲に使用されたのは「ヤング・ボーイ」であり、本シングルの日本盤のカップリングにはこの曲が収録された。また、シングルはイギリスのチャートで23位まで上昇した。
マッカートニーは1997年夏のファンクラブ会報で本曲について「休暇中にアコースティックギターで書いたもので、最初はフォーク調だったんだ」と語っている。
また、「『ザ・ワールド・トゥナイト』は、特にインスピレーションもなく、ただ始めた曲の一つなんだ。タイトルは無かったんだ。ただ、冒頭の歌詞のアイデアはあって、“I saw you sitting at the center of the circle”(サークルの中心に座る君を見た)というだけだった。まさに無意識のうちにできたものだよ)と語っている。
「I go back so far, I'm in front of me(僕は遠くに戻ってしまった、僕の目の前にいるほどに)」という歌詞について、マッカートニーは「歌詞は、ただ考えをまとめたものだよ。どうしてこんなフレーズが出来たのかは分からないけど、ジョンなら「いいね、残しておこう。意味はわからないけど、意味はわかるから」と言うと思ってそのまま使ったんだ」と語っている。
マッカートニーは2009年のインタビューで「ちょっとタフなギター・リフが入っているんだよ。このアルバムでは、僕のヘヴィーなギターがもう少し多く使われているんだ。リンダと初めて会ったとき、彼女は「あなたがあんなにヘヴィなギターを弾くなんて知らなかったわ、大好きよ」と言ってくれたんだ。でも、僕はいつも自分自身でそういうことを結構やっていたんだ。それで、このアルバムに関しては、リンダは『本当にギターを弾いて』と言ったんだ。『誰かに弾かせるだけじゃダメだ』って。ちょっと素朴な僕のギター・スタイルで、驚くほどテクニカルというわけでもない。ニール・ヤングにちょっと似ているんだ。実際、彼女が望んでいたほどには、まだギターを弾けていないんだ」と語っている。

## プロモーション・ビデオ
シングル化に伴って、プロモーション・ビデオが2種類製作された。1つ目は「マッカートニーが自宅の近辺で傘を振り回す」というもの、もう一つは「マッカートニーがラジオカセットレコーダーを抱え街中を徘徊する」という内容である。1つ目はアリスター・ドナルド、2つ目はジェフ・ウォンフォーが監督を務めている。

## ライブでの披露
本曲がマッカートニーのコンサート・ツアーで披露されたことは2022年現在のところ一度もないが、1997年4月10日にロンドンのMPLコミュニケイションズ屋上にてドキュメンタリー映像作品『イン・ザ・ワールド・トゥナイト』の撮影の一環で『ヤング・ボーイ』と共にアコースティック・ギターの弾き語りで披露された。コンサートは20分ほど続き、マッカートニーの広報担当であったジェフ・ベイカーは当時のインタビューで「下にかなりの人数が集まり、彼がギターで生演奏するのを聞いていたんだ。アンプがあるから下の人たちにも聞こえる。何人かは不思議そうにしていたが、ポールは本当に楽しんでいた」「「街角で大勢の人が聴いている」と言われると、「そうなんだよ、前にもやったことがあるんだ」とポールは答えた」と語っている。

## クレジット
- ポール・マッカートニー - リード・ボーカル、バッキング・ボーカル、ベース、アコースティック・ギター、エレクトリック・ギター、ピアノ、ドラムス 、パーカッション
- ジェフ・リン - バッキング・ボーカル、アコースティック・ギター、エレクトリック・ギター、キーボード